# Dala Gymnasistförening
Dala Gymnasistförening (DGF) är en förening för gymnasieungdomar i Falun som grundades den 14 mars 1868. Dala Gymnasistförening är idag (2024) Sveriges äldsta ännu verksamma gymnasistförening.DGF verkar för att bevara och vidareutveckla traditioner, framför allt de som finns kring studenten i Falun, till exempel mösspåtagning, studenttåg och studentbalen. Föreningens ledord har sedan starten varit "att jämte en sedlig anda vid Läroverket, bereda föreningens medlemmar en angenäm och nyttig förströelse"
Föreningen består av två aktiva styrelser som utgörs av elever i årskurs 2 och 3, en äldrestyrelse och en yngre styrelse (också kallad fanborgen). Varje styrelse har 16 poster, som omfattar ordförande, vice ordförande, sekreterare, vice sekreterare, skattmästare, vice skattmästare, webbredaktör, vice webbredaktör, inköpsmästare, vice inköpsmästare, kulturmästare, vice kulturmästare, galderfotograf, arkivarie, chefstecknare och sångfågel. Föreningen är sluten, och det är endast personer som innehar förtroendepost i styrelsen som är medlemmar. 
Uttagning till styrelsen sker i början av varje hösttermin, och den nya Fanborgen utses av den förutvarande styrelsen under uttagningen som vanligtvis sker i Läroverksparken i Falun.  

## Mösspåtagningen
Mösspåtagningen i Falun arrangeras sedan sekelskiftet 18-1900 av DGF enligt tradition på ett visst sätt. Fanborgen, DGF:s yngre styrelse leder de blivande studenterna genom staden i en så kallad rännstensgång. Denna rännstensgång, som även kallas gåsmarschen skall representera studenternas övergång från barn till vuxenlivet. När ledet av de ca 900 studenterna når fram till Stora Torget i Falun offrar de var och en ett mynt till underjordens gudar i en brunn i hörnet av torget. Detta efter man läst en dikt på latin som lyder "Diis Manibus, a cencoribus me defendito. Underjordens gudar skydda mig från cencorerna." Detta anspelar tillbaka till studentskrivningarnas tid, då man som student inte fick en godkänd gymnasieexamen om man kuggades av en censor. 
När alla studenter gjort ritualen samlas man i en ring på Stora Torget och man sjunger gemensamt med DGF:s båda styrelser studentsången, och efter detta får studenterna sätta på sig mössorna.

## Kända medlemmar
- Ferdinand Boberg, Svensk arkitekt och formgivare (1860-1946)
- Stig Borglind, Svensk grafiker och målare (1892- 1965)
- Einar Norelius, Svensk illustratör och sagoförfattare (1900-1985)